# Leintor-Friedhof
Der Leintor-Friedhof in Nienburg/Weser wurde Ende des 19. Jahrhunderts in Folge des Bevölkerungswachstums als Ergänzung des Nienburger Nordertor-Friedhofs angelegt. Der von 1891 bis 1894 an der Mindener Landstraße angelegte Friedhof mit seiner in Fachwerk-Bauweise und mit Ziegelsteinen ausgefachten Kapelle wurde später auf knapp 3 Hektar erweitert. Auf der Fläche wurden Mitte der 2020er Jahre jährlich rund 120 Menschen beigesetzt.

## Bedeutende Grabstätten

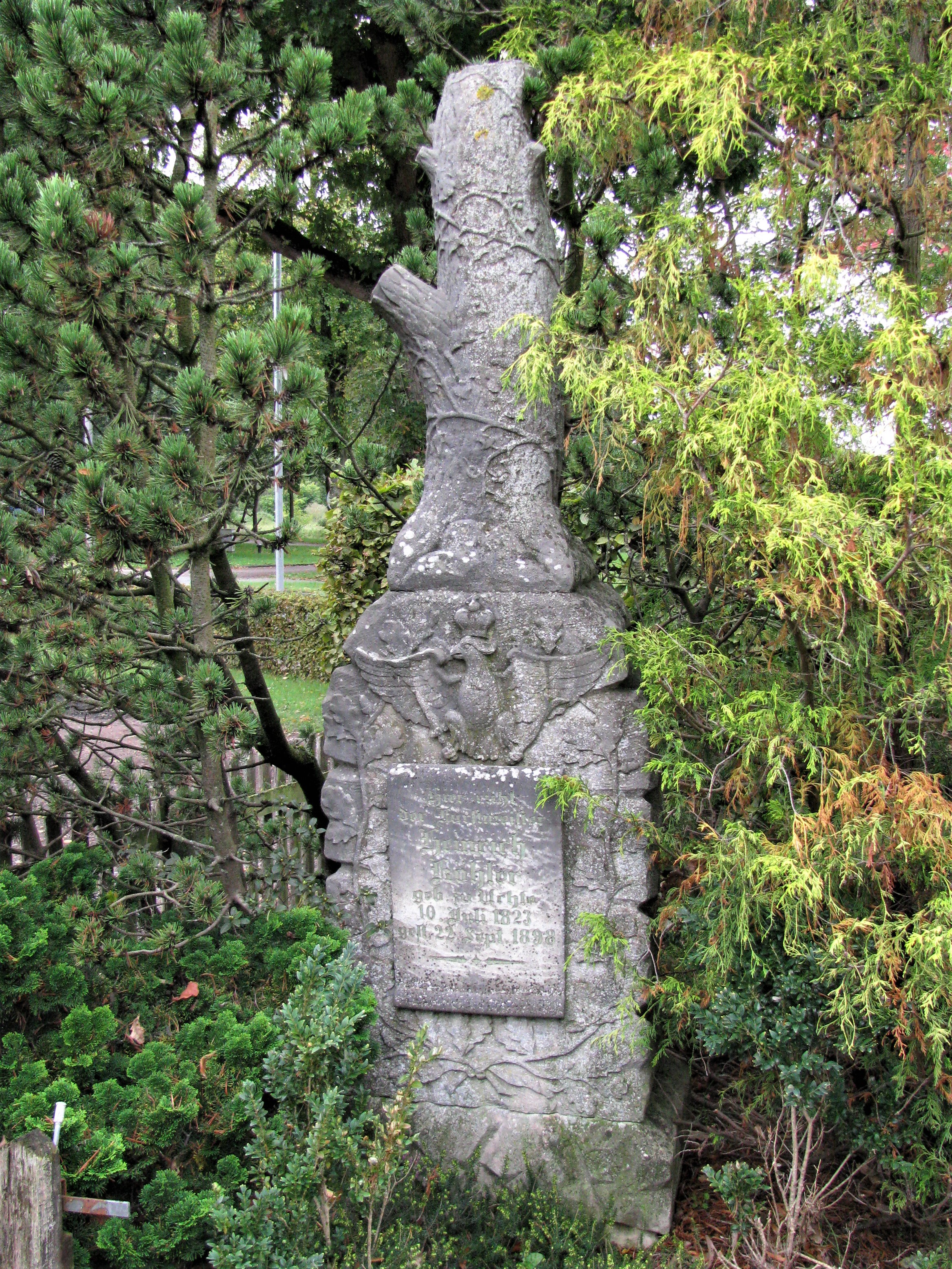
Grabskulptur für den Nienburger Forstmeister Heinrich Köhler (1823–1898)

Zu den Besonderheiten der Stätte der Sepulkralkultur zählen
- eine Gedenkstätte für russische Gefallene,[1]
- eine Kriegsgräber-Anlage am Wösekenberg.[1]